# Phylloscopus xanthoschistos
A Phylloscopus xanthoschistos a verébalakúak (Passeriformes) rendjébe, ezen belül a füzikefélék (Phylloscopidae) családjába és a Phylloscopus nembe tartozó faj. 10-11 centiméter hosszú. Az Indiai szubkontinens északi részének hegyvidéki nedves erdőiben él. Többnyire pókokkal, rovarokkal táplálkozik, de bogyókat is fogyaszt. Márciustól augusztusig költ.

## Alfajai
- P. x. albosuperciliaris (Jerdon, 1863) – észak-Pakisztán, észak-India, nyugat-Nepál;
- P. x. xanthoschistos (J. E. Gray & G. R. Gray, 1847) – nyugat- és közép-Nepál;
- P. x. jerdoni (W. E. Brooks, 1871) – kelet-Nepál, dél-Kína, Bhután, északkelet-India;
- P. x. flavogularis (Godwin-Austen, 1877) – északkelet-India, dél-Kína, észak-Mianmar;
- P. x. tephrodiras (Sick, 1939) – északkelet-India, nyugat- és délnyugat-Mianmar.

## Fordítás
- Ez a szócikk részben vagy egészben  a   Grey-hooded warbler című angol Wikipédia-szócikk fordításán alapul.  Az eredeti cikk szerkesztőit annak laptörténete sorolja fel. Ez a jelzés csupán a megfogalmazás eredetét és a szerzői jogokat jelzi, nem szolgál a cikkben szereplő információk forrásmegjelöléseként.